# Vladimir Kaplunovskij
Vladimir Kaplunovskij (russisk: Влади́мир Па́влович Каплуно́вский) (født 15. juli 1906 i Kharkiv i det Russiske Kejserrige, død 14. februar 1969 i Moskva i Sovjetunionen) var en sovjetisk filminstruktør.

## Filmografi
- Meksikanets (Мексиканец, 1955)[1][2]
- Kapitanskaja dotjka (Капитанская дочка, 1958)